# Los Muertos de Cristo
Los Muertos de Cristo est un groupe de punk rock espagnol, originaire d'Utrera, à Séville. Il est formé en 1989, et d'idéologie anarchiste. Après de nombreux concerts, ils annoncent leur dissolution au Baitu Rock (festival espagnol) de 2006. Le groupe publie son dernier album, le 9 novembre 2009, avant son retrait définitif.

## Biographie
Los Muertos de Cristo est formé en 1989, et effectue ses deux premiers concerts dans sa ville natale d'Utrera. En 1994, le groupe publie son premier album, A las barricadas. Ils enregistrent par la suite un nouvel album, intitulé Cualquier noche puede salir el sol, publié en 1996. Le groupe décide de créer son propre label discographique, Producciones Cualquier Noche, auquel il publie en 1997 l'album Los Olvidados, premier album auto-produit et auto-publié. Ils signent par la suite au label Potencial Hardcore en 1999, et publient la même année l'album Los Pobres no tienen patria. 
En 2002 sort un double CD live intitulé Bienvenidos al infierno. Ils tourneront plus tard en Espagne et dans quelques villes du Mexique. En 2003, ils décident de créer un nouveau label, Odisea Records. Ils y publient l'album La gran estafa del Rock 'n' Roll. Un comic-book accompagne le CD.
Le 22 juillet 2006, au festival BaituRock, le groupe annonce sa séparation, terminant avec une tournée espagnole dans des festivals comme le Lumbreras Rock et l'Extremúsika. Leurs derniers concerts s'effectuent au El Grito de Madrid, les 9, 10, 17 et 31 mai. Tout le matériel du groupe est offert à la Fundación de Estudios Libertarios Anselmo Lorenzo, un organisme culturel de la Confederación Nacional del Trabajo anarchiste. Le chanteur Lorenzo « El Noi » Morales formera le groupe El Noi del Sucre.

## Membres
- Lorenzo « El Noi » Morales - chant
- Antón Tochi - guitare solo
- Jesus « Mosti » Mosteiro - guitare, chœurs
- Ignacio « Chino » Gallego - basse, chœurs
- Manuel « Lolo » Borrego - batterie

## Discographie

### Albums studio
- 1995 : A las barricadas
- 1996 : Cualquier voche puede salir el sol
- 1997 : Los Olvidados
- 1999 : Los Pobres no tienen patria
- 2003 : Trece años después, y esto no es un cuento de Hadas
- 2004 : Rapsodia Libertaria. Volumen I
- 2007 : Rapsodia Libertaria. Volumen II

### Autres
- 1991 : Punk's Not Dead´91 (démo)
- 2001 : Bienvenidos al Infierno (double CD, album live)
- 2006 : Ladran, Luego Cabalgamos (double DVD, album live)
- 2009 : Rapsodia Libertaria. Volumen III (double CD)
- 2010 : Los Muertos de cristo en imágenes (documentaire - DVD, 132 minutes)